# 43-й гвардейский истребительный авиационный полк
43-й истребительный авиационный Севастопольский Краснознамённый, ордена Кутузова полк (в н. в. 43-й отдельный гвардейский морской штурмовой Севастопольский Краснознаменный ордена Кутузова авиационный полк МА ЧФ) — воинская часть Военно-воздушных сил (ВВС) РККА, принимавшая участие в боевых действиях Великой Отечественной войны с первого до последнего дня. По числу сбитых самолётов противника во время Великой Отечественной войны полк является одним из самых результативных в ВВС КА. После войны полк несколько раз переподчинялся, перевооружался и менял место дислокации, пока в конце 20 века не был передан в состав Черноморского флота, где он и поныне является основной ударной силой МА ЧФ.

## История наименований полка
Условное наименование: полевая почта/войсковая часть 53838.
Действительное наименование:
- 43-й истребительный авиационный полк;
- 43-й смешанный авиационный полк;
- 43-й истребительный авиационный полк ПВО;
- 43-й истребительный авиационный Севастопольский полк;
- 43-й истребительный авиационный Севастопольский Краснознамённый полк;
- 43-й истребительный авиационный Севастопольский Краснознамённый, ордена Кутузова полк;
- 43-й авиационный Севастопольский Краснознамённый, ордена Кутузова полк истребителей-бомбардировщиков;
- 43-й отдельный морской штурмовой авиационный Севастопольский Краснознамённый, ордена Кутузова полк, войсковая часть 13111;
- 43-й морская штурмовая авиационная отдельная Севастопольская Краснознамённая, ордена Кутузова эскадрилья;
- 43-й отдельный морской штурмовой авиационный Севастопольский Краснознамённый, ордена Кутузова полк;
- 7058-я авиационная Севастопольская Краснознамённая, ордена Кутузова база морской авиации РФ;
- 43-й отдельный морской штурмовой авиационный Севастопольский Краснознамённый, ордена Кутузова полк;
- 43-й отдельный гвардейский морской штурмовой авиационный Севастопольский Краснознамённый, ордена Кутузова полк[1].

## Создание полка
43-й истребительный авиационный полк начал формирование в мае и окончательно сформирован 13 мая 1938 года в Киевском особом военном округе на аэродроме Васильков на основе личного состава 71-й, 5-й и 109-й отдельных истребительных авиационных эскадрилий в составе 4-х авиационных эскадрилий. Вошёл в 51-ю авиационную бригаду ВВС КОВО.

## Переформирование и расформирование полка
За весь период своего существования полк неоднократно переформировывался и менял своё наименование в зависимости от присвоенных почётных наименований, наград и изменения рода авиации:
- 43-й истребительный авиационный полк 9 июня 1942 года переформирован в 43-й смешанный авиационный полк[3]
- 43-й смешанный авиационный полк переформирован 21 июня 1942 года в 43-й истребительный авиационный полк[4]
- 43-й истребительный авиационный Севастопольский Краснознамённый ордена Кутузова полк 1 апреля 1960 года переименован в 43-й авиационный Севастопольский Краснознамённый ордена Кутузова полк истребителей-бомбардировщиков.
- 43-й авиационный Севастопольский Краснознамённый ордена Кутузова полк истребителей-бомбардировщиков после включения в состав ВВС Краснознамённого Черноморского флота 01 декабря 1990 года переименован в 43-й отдельный морской штурмовой авиационный Севастопольский Краснознамённый ордена Кутузова полк.

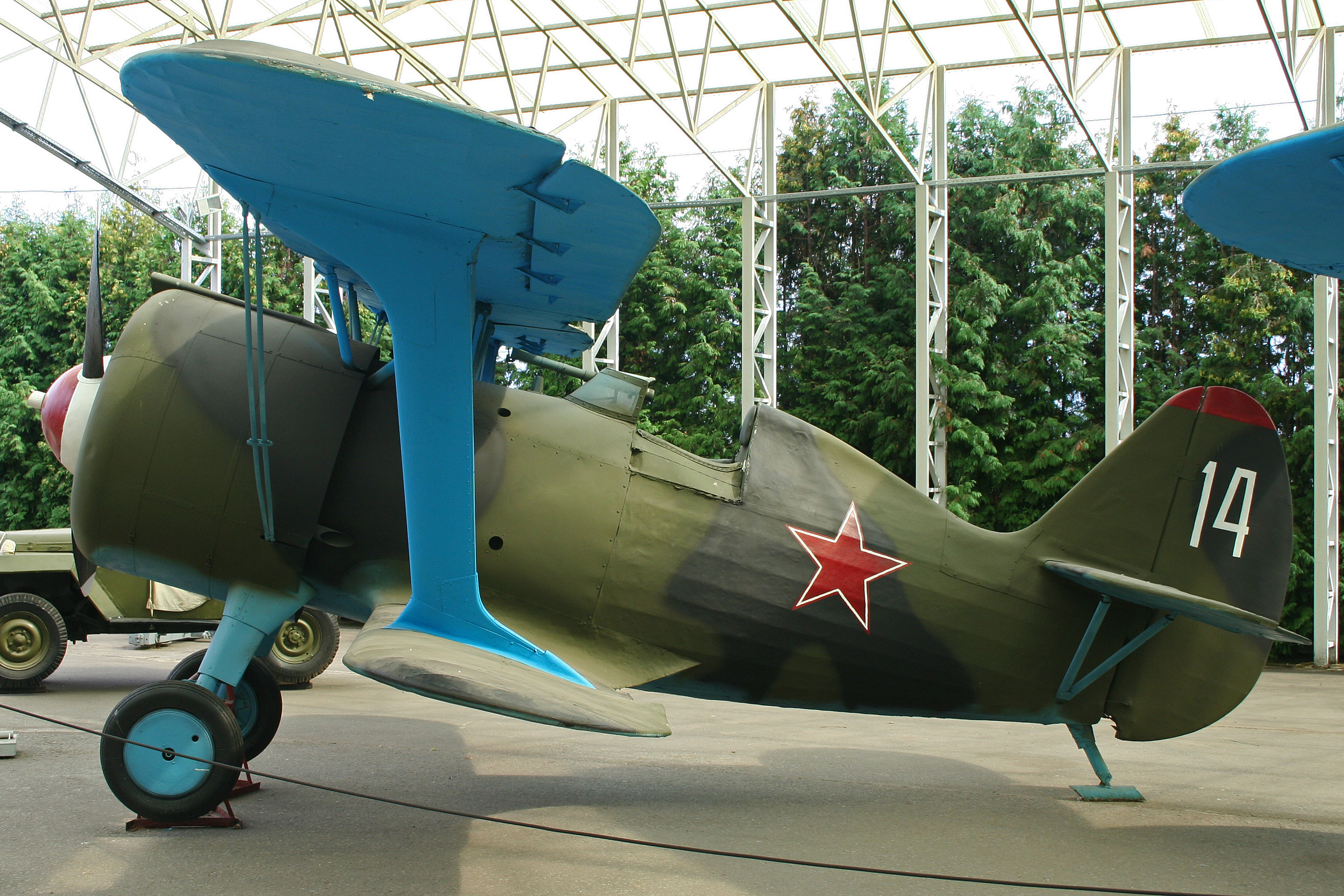
Самолёт И-15 бис

- В связи с сокращением ВВС РФ 43-й отдельный морской штурмовой авиационный Севастопольский Краснознамённый ордена Кутузова полк 1 октября 1995 года был переформирован в 43-ю отдельную морскую штурмовую авиационную Севастопольскую Краснознамённую ордена Кутузова эскадрилью
- в декабре 2004 года на базе 43-й отдельной морской штурмовой авиационной Севастопольской Краснознамённой ордена Кутузова эскадрильи развернут 43-й отдельный морской штурмовой авиационный Севастопольский Краснознамённый ордена Кутузова полк
- 43-й отдельный морской штурмовой авиационный Севастопольский Краснознамённый ордена Кутузова полк в связи с проводимой реформой ВС РФ в 2009 году переименован в 7058-ю авиационную Севастопольскую Краснознамённую ордена Кутузова базу морской авиации РФ
- 43-й отдельный морской штурмовой авиационный Севастопольский Краснознамённый ордена Кутузова полк морской авиации Черноморского флота РФ вновь сформирован в 2014 году на аэродроме Новофёдоровка возле города Саки.

## В действующей армии
В составе действующей армии:
- с 22 июня 1941 года по 27 ноября 1942 года,
- с 7 апреля 1943 года по 22 июня 1943 года,
- с 9 июля 1943 года по 3 августа 1943 года,
- с 1 сентября 1943 года по 12 мая 1944 года,
- с 22 июня 1944 года по 9 сентября 1944 года,
- с 21 ноября 1944 года по 9 мая 1945 года.

## Командиры полка
| Звание                       | Имя                              | Период                  | Примечание |
| ---------------------------- | -------------------------------- | ----------------------- | ---------- |
| майор                        | Срывкин Владимир Алексеевич      | 1938 — 1939             |            |
| подполковник                 | Сюсюкалов Никита Тимофеевич      | 22.06.1941 — 04.08.1942 | погиб      |
| батальонный комиссар         | Щербаков Георгий Сергеевич       | 08.1942 — 20.09.1942    |            |
| майор                        | Мельников Евгений Петрович       | 09.1942 — 27.11.1942    |            |
| капитан, майор, подполковник | Дорошенков Александр Андриянович | 25.12.1942 — 05.1945    |            |
| подполковник                 | Левитин Самуил Григорьевич       | 05.1945 — 12.1945       |            |

| И-15 бис | Як-7 | И-16 |

## В составе соединений и объединений
| Период        | Фронт (округ)                                   | Армия                    | Корпус                                 | Дивизия                                                | Примечание                                                                                            |
| ------------- | ----------------------------------------------- | ------------------------ | -------------------------------------- | ------------------------------------------------------ | --- |
| 06.05.1938 г. | Киевский особый военный округ                   | ВВС округа               |                                        | 51-я авиационная бригада                               | Васильков                                                                                             |
| 03.09.1939 г. | Киевский особый военный округ                   | ВВС округа               |                                        | 22-я истребительная авиационная бригада                | И-16, И-15бис                                                                                         |
| 17.09.1939 г. | Украинский фронт                                | ВВС фронта               |                                        | 22-я истребительная авиационная бригада                | И-16, И-15бис                                                                                         |
| 28.09.1939 г. | Киевский особый военный округ                   | ВВС округа               |                                        | 22-я истребительная авиационная бригада                | И-16, И-15бис                                                                                         |
| 28.06.1940 г. | Южный фронт                                     | ВВС фронта               |                                        | 22-я истребительная авиационная бригада                | И-16                                                                                                  |
| 01.08.1940 г. | Киевский особый военный округ                   | ВВС округа               |                                        | 36-я истребительная авиационная дивизия                | И-16, И-15бис                                                                                         |
| 22.06.1941 г. | Юго-Западный фронт                              | ВВС фронта               |                                        | 36-я истребительная авиационная дивизия                | 54 И-16 и И-15бис (из них 2 неисправных)                                                              |
| 19.09.1941 г. | Юго-Западный фронт                              | 21-я армия               | ВВС 21-й армии                         | 19-я смешанная авиационная дивизия                     | И-16, И-15бис                                                                                         |
| 24.10.1941 г. | Юго-Западный фронт                              | 21-я армия               | ВВС 21-й армии                         | 16-я смешанная авиационная дивизия                     | И-16, И-15бис                                                                                         |
| 10.02.1942 г. | Юго-Западный фронт                              | 21-я армия               | ВВС 21-й армии                         |                                                        | И-16, И-15бис                                                                                         |
| 09.06.1942 г. | Юго-Западный фронт                              | 21-я армия               | ВВС 21-й армии                         |                                                        | И-16 и У-2, переформирован в сап                                                                      |
| 09.06.1942 г. | Юго-Западный фронт                              | 21-я армия               | ВВС 21-й армии                         |                                                        | И-16 и У-2, переформирован в сап                                                                      |
| 09.06.1942 г. | Юго-Западный фронт                              | 8-я воздушная армия      |                                        |                                                        | И-16 и У-2                                                                                            |
| 21.06.1942 г. | ПВО ТС                                          | Сталинградский район ПВО |                                        | 102-я истребительная авиационная дивизия ПВО           | переучивание на Як-1                                                                                  |
| 28.07.1942 г. | ПВО ТС                                          | Сталинградский район ПВО |                                        | 102-я истребительная авиационная дивизия ПВО           | приступил к боевой работе на Як-1                                                                     |
| 13.08.1942 г. | Сталинградский фронт                            | 8-я воздушная армия      |                                        | 220-я истребительная авиационная дивизия               | Як-1                                                                                                  |
| 07.09.1942 г. | Сталинградский фронт                            | 16-я воздушная армия     |                                        | 220-я истребительная авиационная дивизия               | Як-1                                                                                                  |
| 20.09.1942 г. | Донской фронт                                   | 16-я воздушная армия     |                                        | 220-я истребительная авиационная дивизия               | Як-1                                                                                                  |
| 27.11.1942 г. | Донской фронт                                   | 16-я воздушная армия     |                                        | 220-я истребительная авиационная дивизия               | убыл в тыл на переформирование                                                                        |
| 25.12.1942 г. | Сибирский военный округ                         | ВВС округа               |                                        | 19-й запасной истребительный авиационный полк          | ст. Обь, Як-7б. Лётный состав (32 лётчика) передан из 48-го иап ДВФ, техсостав поступил из 20-го зиап |
| 17.02.1943 г. | Резерв Ставки ВГК                               | Авиация Резерва ВГК      |                                        | 278-я истребительная авиационная дивизия               | Як-7б                                                                                                 |
| 21.02.1943 г. | Резерв Ставки ВГК                               | Авиация Резерва ВГК      | 3-й истребительный авиационный корпус  | 278-я истребительная авиационная дивизия               | Як-7б                                                                                                 |
| 17.04.1943 г. | Северо-Кавказский фронт                         | 4-я воздушная армия      | 3-й истребительный авиационный корпус  | 278-я истребительная авиационная дивизия               | Як-7б                                                                                                 |
| 23.06.1943 г. | Резерв Верховного Главнокомандования            | авиация резерва ВГК      | 3-й истребительный авиационный корпус  | 278-я истребительная авиационная дивизия               | Липецкая область, получил Як-1 и Як-9Т                                                                |
| 01.09.1943 г. | Южный фронт                                     | 8-я воздушная армия      | 3-й истребительный авиационный корпус  | 278-я истребительная авиационная дивизия               | Як-1, Як-9Т                                                                                           |
| 20.10.1943 г. | 4-й Украинский фронт                            | 8-я воздушная армия      | 3-й истребительный авиационный корпус  | 278-я истребительная авиационная дивизия               | Як-1, Як-9Т                                                                                           |
| 13.05.1944 г. | Резерв Верховного Главнокомандования            | авиация резерва ВГК      | 3-й истребительный авиационный корпус  | 278-я истребительная авиационная дивизия               | Курск, Як-1, Як-9Т                                                                                    |
| 22.06.1944 г. | 3-й Белорусский фронт                           | 1-я воздушная армия      | 3-й истребительный авиационный корпус  | 278-я истребительная авиационная дивизия               | Як-1, Як-9Т                                                                                           |
| 10.09.1944 г. | Резерв Верховного Главнокомандования            | авиация резерва ВГК      | 3-й истребительный авиационный корпус  | 278-я истребительная авиационная дивизия               | Западная Украина, Як-9Т                                                                               |
| 21.11.1944 г. | 1-й Белорусский фронт                           | 16-я воздушная армия     | 3-й истребительный авиационный корпус  | 278-я истребительная авиационная дивизия               | Як-9                                                                                                  |
| 01.12.1944 г. | 1-й Белорусский фронт                           | 16-я воздушная армия     | 3-й истребительный авиационный корпус  | 278-я истребительная авиационная дивизия               | Як-9У                                                                                                 |
| 18.02.1945 г. | 1-й Белорусский фронт                           | 16-я воздушная армия     | 3-й истребительный авиационный корпус  | 278-я истребительная авиационная дивизия               | Кенигсберг-на-Одере, Як-9У                                                                            |
| 09.05.1945 г. | 1-й Белорусский фронт                           | 16-я воздушная армия     | 3-й истребительный авиационный корпус  | 278-я истребительная авиационная дивизия               | Як-9                                                                                                  |
| 10.06.1945 г. | Группа советских оккупационных войск в Германии | 16-я воздушная армия     | 3-й истребительный авиационный корпус  | 278-я истребительная авиационная дивизия               | Як-9                                                                                                  |
| 01.04.1946 г. | Группа советских оккупационных войск в Германии | 16-я воздушная армия     | 3-й истребительный авиационный корпус  | 278-я истребительная авиационная дивизия               | Як-3                                                                                                  |
| 10.05.1948 г. | Группа советских оккупационных войск в Германии | 16-я воздушная армия     | 3-й истребительный авиационный корпус  | 278-я истребительная авиационная дивизия               | Ла-9                                                                                                  |
| 20.02.1949 г. | Группа советских оккупационных войск в Германии | 24-я воздушная армия     | 71-й истребительный авиационный корпус | 263-я истребительная авиационная дивизия               | Ла-9                                                                                                  |
| 01.02.1950 г. | Группа советских оккупационных войск в Германии | 24-я воздушная армия     | 71-й истребительный авиационный корпус | 263-я истребительная авиационная дивизия               | МиГ-15                                                                                                |
| 30.09.1953 г. | Прибалтийский военный округ                     | 30-я воздушная армия     |                                        | 263-я истребительная авиационная дивизия               | аэродром Тукумс, Латвия, МиГ-17                                                                       |
| 01.04.1960 г. | Прибалтийский военный округ                     | 30-я воздушная армия     |                                        | 263-я истребительная авиационная дивизия               | аэродром Тукумс, Латвия, МиГ-17 переформирован в апиб                                                 |
| 25.08.1960 г. | Прибалтийский военный округ                     | 30-я воздушная армия     |                                        |                                                        | аэродром Тукумс, Латвия, МиГ-17                                                                       |
| 01.10.1968 г. | Забайкальский военный округ                     | 23-я воздушная армия     |                                        | 29-я авиационная дивизия истребителей-бомбардировщиков | аэродром Чойбалсан, МНР, МиГ-17                                                                       |
| 01.10.1969 г. | Забайкальский военный округ                     | 23-я воздушная армия     |                                        | 29-я авиационная дивизия истребителей-бомбардировщиков | аэродром Чойбалсан, МНР, Су-7Б                                                                        |
| 01.10.1970 г. | Забайкальский военный округ                     | 23-я воздушная армия     |                                        | 29-я авиационная дивизия истребителей-бомбардировщиков | аэродром Чойбалсан, МНР, Су-17                                                                        |
| 01.10.1971 г. | Забайкальский военный округ                     | 23-я воздушная армия     |                                        | 29-я авиационная дивизия истребителей-бомбардировщиков | аэродром Чойбалсан, МНР, Су-17, Су-7У                                                                 |
| 01.10.1979 г. | Забайкальский военный округ                     | 23-я воздушная армия     |                                        | 29-я авиационная дивизия истребителей-бомбардировщиков | аэродром Чойбалсан, МНР, Су-17М3, Су-17УМ3                                                            |
| 11.06.1990 г. | Одесский военный округ                          | 5-я воздушная армия      |                                        |                                                        | аэродром Гвардейское, Крым, Су-17М3, Су-17УМ3                                                         |
| 01.12.1990 г. | Черноморский флот                               | ВВС Черноморского флота  |                                        |                                                        | аэродром Гвардейское, Крым, Су-17М3, Су-17УМ3                                                         |
| 01.01.1992 г. | Черноморский флот ВМФ России                    | ВВС Черноморского флота  |                                        |                                                        | аэродром Гвардейское, Крым, Су-17М3, Су-17УМ3                                                         |
| 01.01.1998 г. | Черноморский флот ВМФ России                    | ВВС Черноморского флота  |                                        |                                                        | аэродром Гвардейское, Крым, Су-24, Су-24МР                                                            |
| 01.01.1998 г. | Черноморский флот ВМФ России                    | ВВС Черноморского флота  |                                        |                                                        | аэродром Гвардейское, Крым, Су-24, Су-24МР                                                            |
| 01.07.2014 г. | Черноморский флот ВМФ России                    | ВВС Черноморского флота  |                                        |                                                        | аэродром Саки, Крым, Су-24, Су-24МР                                                                   |

## Инциденты в мирное время
Лётчиками полка В Ивановым и В. Алексеевым 12 марта 1953 года сбит английский самолёт-разведчик «Линкольн».

## Участие в сражениях и битвах
Освобождение Западной Украины — с 17 сентября 1939 года по 28 сентября 1939 года
Освобождение Бессарабии — с 28 июня 1940 года по 9 июля 1940 года
Великая Отечественная война 1941—1945 гг.:
- Приграничные сражения — с 22 июня 1941 года по 29 июня 1941 года
- Киевская оборонительная операция — с 7 июля 1941 года по 19 сентября 1941 года
- Курско-Обоянская операция — с декабря 1941 года по февраль 1942 года
- Харьковская операция — с 12 мая 1942 года по 25 мая 1942 года
- Воронежско-Ворошиловградская операция — с 28 июня 1942 года по 5 июля 1942 года.
- Сталинградская битва — с 18 июля 1942 года по 27 ноября 1942 года
- Воздушное сражение на Кубани — с 17 апреля 1943 года по 7 июня 1943 года
- Белгородско-Харьковская стратегическая наступательная операция — с 3 августа 1943 года по 23 августа 1943 года
- Донбасская операция — с 1 сентября 1943 года по 22 сентября 1943 года
- Днепровско-Карпатская операция:
  - Мелитопольская операция — с 26 сентября 1943 года по 5 ноября 1943 года
  - Никопольско-Криворожская операция — с 30 января 1944 года по 29 февраля 1944 года
- Крымская операция — с 8 апреля 1944 года по 12 мая 1944 года
- Белорусская операция «Багратион» — с 23 июня 1944 года по 29 августа 1944 года
- Вильнюсская фронтовая наступательная операция — с 5 июля 1944 года по 20 июля 1944 года
- Каунасская наступательная операция — с 28 июля 1944 года по 28 августа 1944 года
- Висло-Одерская операция — с 12 января 1945 по 3 февраля 1945 года
- Варшавско-Познанская наступательная операция — с 14 января 1945 года по 3 февраля 1945 года
- Восточно-Померанская операция — с 10 февраля 1945 года по 20 марта 1945 года
- Берлинская наступательная операция — с 16 апреля 1945 года по 8 мая 1945 года

## Почётные наименования
43-му истребительному авиационному полку 24 мая 1944 года за отличие в боях с немецкими захватчиками за освобождение города Севастополь присвоено почётное наименование «Севастопольский»

## Награды
- 43-й Севастопольский истребительный авиационный полк за образцовое выполнение заданий командования в боях с немецкими захватчиками при форсировании реки Березина, за овладение городом Борисов и проявленные при этом доблесть и мужество Указом Президиума Верховного Совета СССР от 10 июля 1944 года награждён орденом «Красного Знамени».
- 43-й Севастопольский Краснознамённый истребительный авиационный полк за образцовое выполнение боевых заданий командования в боях с немецкими захватчиками при овладении городом Бранденбург и проявленные при этом доблесть и мужество 28 мая 1945 года Указом Президиума Верховного Совета СССР награждён орденом «Кутузова III степени».

## Благодарности Верховного Главнокомандования

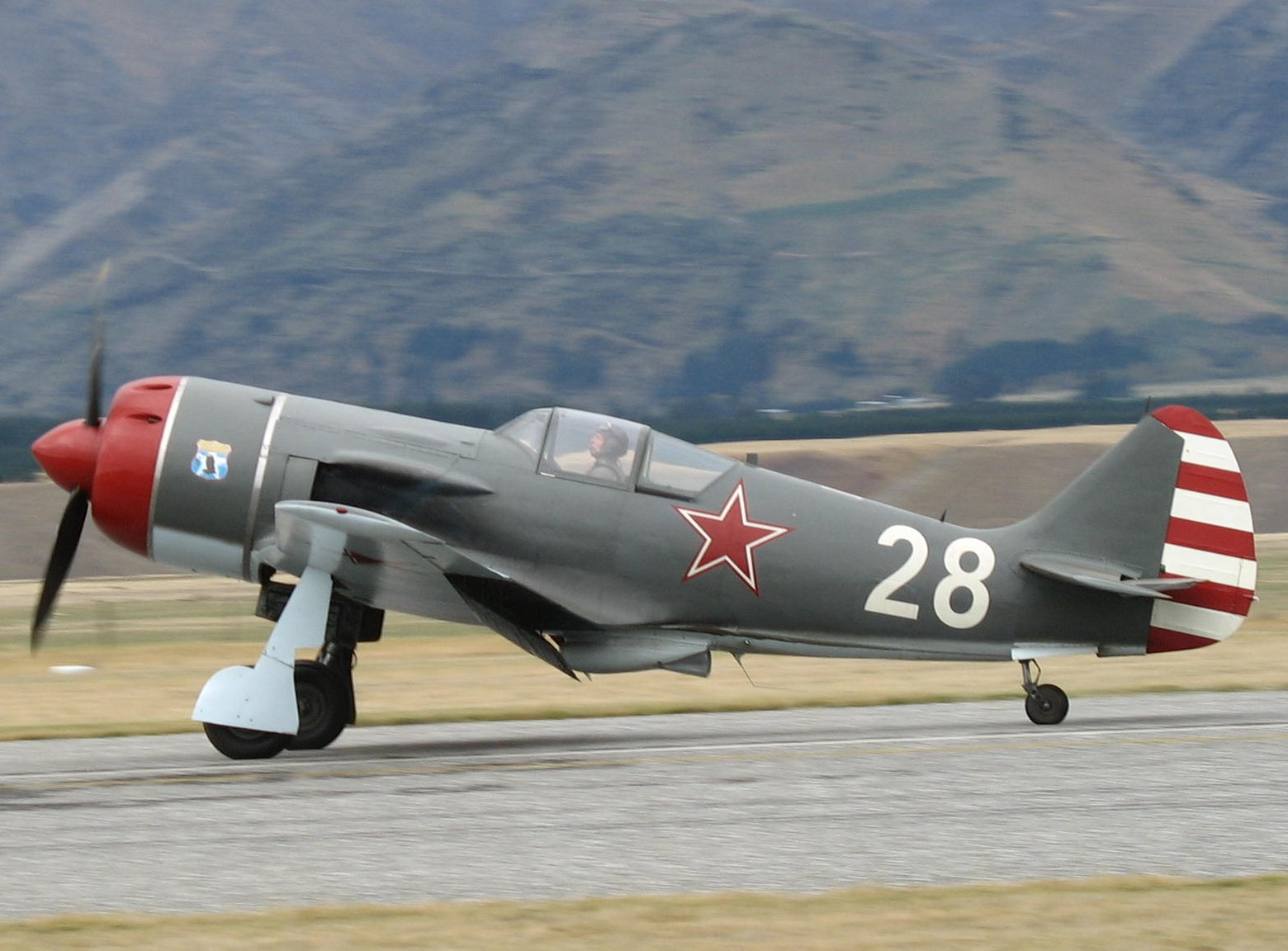
Ла-9

За проявленные образцы мужества и героизма Верховным Главнокомандующим воинам полка объявлялись благодарности:
- За овладение городом Вильнюс[10]
- За овладение городами Бельгард, Трептов, Грайфенберг, Каммин, Гюльцов, Плате[11]
- За овладение городами Голлнов, Штепенитц и Массов[12]
- За овладение городом Альтдамм[13]

За проявленные образцы мужества и героизма Верховным Главнокомандующим дивизии в составе корпуса объявлялись благодарности:
- За прорыв обороны немцев на их плацдарме южнее города Никополь[14]
- За прорыв сильно укреплённой обороны противника на Перекопском перешейке[15]
- За освобождение города Севастополь[16]
- За освобождение города Орша[17]
- За овладение городом Минск[18]
- За овладение городом и крепостью Каунас (Ковно)[19]
- За овладение городом Варшава[20]
- За овладение городами Влоцлавек, Бжесць-Куявски и Коло[21]
- За овладение городами Хоэнзальца (Иновроцлав), Александров, Аргенау и Лабишин[22]
- За овладение городами Бервальде, Темпельбург, Фалькенбург, Драмбург, Вангерин, Лабес, Фрайенвальде, Шифелъбайн, Регенвальде и Керлин[23]
- За овладение городами Голлнов, Штепенитц и Массов[12]
- За овладение городами Франкфурт-на-Одере, Вандлитц, Ораниенбург, Биркенвердер, Геннигсдорф, Панков, Фридрихсфелъде, Карлсхорст, Кепеник и вступление в столицу Германии город Берлин[24]
- За овладение городами Науен, Эльшталь, Рорбек, Марквардт и Кетцин[25]
- За овладение городами Ратенов, Шпандау, Потсдам[26]
- За овладение городом Бранденбург[27]
- За овладение городом Берлин[28]

| МиГ-17 | МиГ-15 | МиГ-17 |

## Отличившиеся воины полка
- Бородин Николай Васильевич, старший лейтенант, заместитель командира эскадрильи 43-го истребительного авиационного полка 278-й истребительной авиационной дивизии 3-го истребительного авиационного корпуса 1-й воздушной армии 23 февраля 1945 года удостоен звания Герой Советского Союза. Золотая Звезда № 5316
- Конукоев Назир Титуевич, старший лейтенант, командир эскадрильи 43-го истребительного авиационного полка 278-й истребительной авиационной дивизии 3-го истребительного авиационного корпуса 16-й воздушной армии 6 мая 1965 года удостоен звания Герой Советского Союза. Золотая Звезда № 10676
- Костиков Фёдор Михайлович, старший лейтенант, командир звена 43-го истребительного авиационного полка 278-й истребительной авиационной дивизии 3-го истребительного авиационного корпуса 16-й воздушной армии 15 мая 1946 года удостоен звания Герой Советского Союза. Золотая Звезда № 6145
- Кочетов Александр Васильевич, старший лейтенант, командир эскадрильи 43-го истребительного авиационного полка 278-й истребительной авиационной дивизии 3-го истребительного авиационного корпуса 8-й воздушной армии 13 апреля 1944 года удостоен звания Герой Советского Союза. Золотая Звезда № 1310

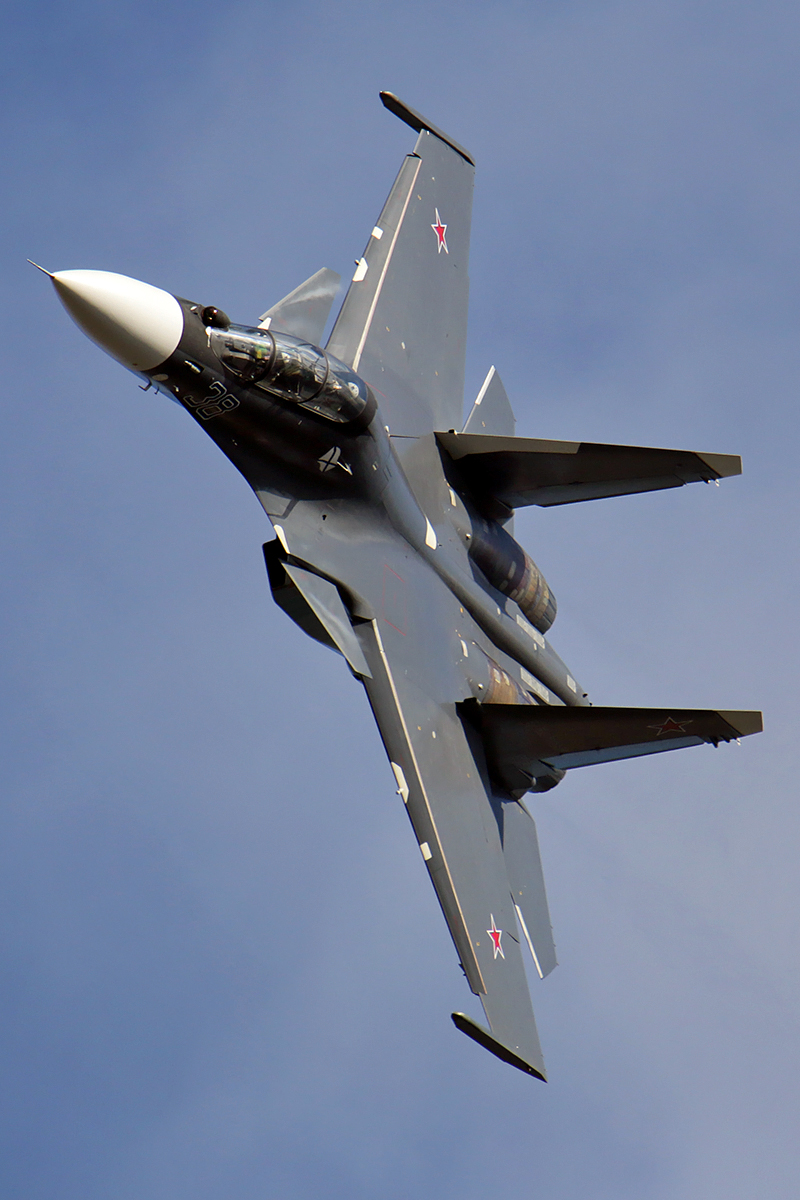
Су-30СМ

- Лебедев Семён Андрианович, майор, командир эскадрильи 43-го истребительного авиационного полка 278-й истребительной авиационной дивизии 3-го истребительного авиационного корпуса 1-й воздушной армии 23 февраля 1945 года удостоен звания Герой Советского Союза. Золотая Звезда № 4907
- Маковский Спартак Иосифович, старший лейтенант, командир эскадрильи 43-го истребительного авиационного полка 278-й истребительной авиационной дивизии 3-го истребительного авиационного корпуса 8-й воздушной армии 13 апреля 1944 года удостоен звания Герой Советского Союза. Золотая Звезда № 1311
- Меркулов Владимир Иванович, лейтенант, командир звена 43-го истребительного авиационного полка 278-й истребительной авиационной дивизии 3-го истребительного авиационного корпуса 8-й воздушной армии 26 октября 1944 года удостоен звания Герой Советского Союза. Золотая Звезда № 4922
- Осадчиев Александр Дмитриевич, старший лейтенант, командир эскадрильи 43-го истребительного авиационного полка 278-й истребительной авиационной дивизии 3-го истребительного авиационного корпуса 16-й воздушной армии 15 мая 1946 года удостоен звания Герой Советского Союза. Золотая Звезда № 8994
- Шишкин Василий Иванович, капитан, командир эскадрильи 43-го истребительного авиационного полка 16-й смешанной авиационной дивизии Военно-воздушных сил 21-й армии Юго-Западного фронта 27 марта 1942 года удостоен звания Герой Советского Союза. Золотая Звезда № 842.

## Известные лётчики полка
- Добровольский Георгий Тимофеевич — лётчик-космонавт, проходил службу в полку.
- Кульчицкий Николай Евгеньевич — лётчик-испытатель, заслуженный лётчик-испытатель СССР, проходил службу в полку.
- Богдан Сергей Леонидович — лётчик-испытатель, заслуженный лётчик-испытатель РФ, проходил службу в полку в 1990—1991 гг. в должности заместителя командира эскадрильи.

## Статистика боевых действий
Всего за годы Великой Отечественной войны полком:
| Выполнено боевых вылетов | Сбито самолётов в воздухе | Уничтожено самолётов всего |
| ------------------------ | ------------------------- | -------------------------- |
| 13251                    | 460                       | 509                        |

Свои потери:
| Потеряно самолётов, всего | Погибло лётчиков всего | Погибло лётчиков в воздушных боях | Не вернулись с боевого задания | Погибло при налётах и прочие небоевые потери | Погибло в авиакатастрофах |
| ------------------------- | ---------------------- | --------------------------------- | ------------------------------ | -------------------------------------------- | ------------------------- |
| 147                       | 76                     | 10                                | 27                             | 0                                            | 3                         |

## Базирование
| Период                  | Аэродромы              |
| ----------------------- | ---------------------- |
| 05.1945 — 08.1949       | Эльсталь, Германия     |
| 09.1949 — 01.1951       | Пенемюнде, Германия    |
| 09.1949 — 01.1951       | Дамгартен, Германия    |
| 10.1953 — 25.05.1968    | Тукумс, Латвийская ССР |
| 25.05.1968 — 11.06.1990 | Чойбалсан, Монголия    |
| 14.06.1990 — 01.07.2014 | Гвардейское, Крым      |
| 01.07.2014 — н/в        | Саки, Крым             |

## Самолёты на вооружении
| Период      | Самолёты                             |
| ----------- | ------------------------------------ |
| 1938 — 1941 | И-15 бис                             |
| 1938 — 1942 | И-16                                 |
| 1940 — 1942 | И-153                                |
| 1942 — 1944 | Як-1                                 |
| 1942 — 1943 | Як-7Б                                |
| 1943 — 1946 | Як-9                                 |
| 1946 — 1948 | Як-3                                 |
| 1948 — 1950 | Ла-9                                 |
| 1950 — 1953 | МиГ-15                               |
| 1953 — 1974 | МиГ-17                               |
| 1974 — 1979 | УТИ МиГ-15, Су-7У, Су-17             |
| 1979 — 1998 | Су-17М3, Су-17УМ3                    |
| 1998 — 2014 | Су-24, Су-24МР                       |
| 2014 — н/в  | Су-24, Су-24МР, Су-30СМ, Ту-134-А4 . |

| Су-7 | Су-17М | Су-24 |

## Интересные факты из истории полка
В 1963 году в отряд космонавтов был зачислен заместитель командира 43-го иап по политчасти подполковник Г. Т. Добровольский. 30 июня 1971 г. при возвращении на Землю из-за разгерметизации кабины спускаемого аппарата КК «Союз-11» экипаж в составе космонавтов Г. Т. Добровольского, В. Н. Волкова и В. К. Пацаева погиб. Приказом Министра обороны СССР летчик-космонавт Герой Советского Союза Г. Т. Добровольский навечно зачислен в списки полка.
Дислоцируясь в Монголии, полк выполнял несвойственные для ИБА задачи: имея на вооружении истребители-бомбардировщики Су-17М3, полк в дневное время выполнял также и задачи по ПВО, так как поблизости не размещалось ни одного истребительного полка. На самолёты подвешивались пушечные контейнеры СППУ-23 и ракеты В-В Р-60.
После вывода из Монголии в Крым в 1990 году в полку имелось 44 истребителей-бомбардировщиков типа Су-17 различных модификаций и 18 самолётов Ту-16, доставшиеся «в наследство» от расформированного 124-го морского ракетоносного авиаполка Черноморского флота. Впрочем, все Ту-16 не летали и стояли на хранении, и через год были изъяты с баланса части и затем распилены.
После распада СССР в декабре 1991 года 43-й омшап остался под юрисдикцией Российской Федерации.
Из-за низкой исправности парка (изношенности самолётов) в 1995 году полк был сокращен до двух эскадрилий, а вскоре на основании директивы ГШ ВМФ № 730/10422 от 10.07.19 1995 г. его свернули в 43-ю отдельную морскую штурмовую авиационную эскадрилью.
В 1997 году начался раздел имущества Черноморского флота между Украиной и Россией. Было принято решение о перевооружении эскадрильи на Су-24, которые собирали откуда только могли: в основном из частей Балтийского и Тихоокеанского флотов. По международному договору, со всех самолётов было снято специальное оборудование для применения ядерного оружия (кодо-блокировочное устройство, необходимо для «взведения» заряда перед его применением). Первые 4 Су-24 перелетели на аэродром Гвардейское в декабре 2000 года. До этого времени эскадрилья по сути не летала, занимаясь утилизацией Су-17.
В декабре 2004 года эскадрилья развёрнута в полк двухэскадрильного состава.
В августе 2008 года 6 экипажей полка под командованием заместителя командира полка по летной подготовке В. Цуранова были перебазированы в Анапу и Ейск. Оттуда самолёты сделали несколько боевых вылетов в Южную Осетию.
43-й омшап был последней авиационной частью, в эксплуатации которой имелись немодернизированные самолёты Су-24. 31 августа 2016 года на аэродроме Саки состоялась торжественная церемония прощания с последним летающим Су-24. Самолёт борт. № 03 выполнил свой последний демонстрационный полёт над аэродромом. Управляли самолётом командир экипажа капитан Николай Сушков и штурман эскадрильи майор Александр Бордунов. 1 сентября 2016 года тип Су-24 официально снят с вооружения в Вооруженных Силах Российской Федерации.
В штате полка числится один пассажирский самолёт Ту-134-А4 (переделанный Ту-134УБ-Л), предназначенный для перевозок командования Черноморского флота.

## Книги про историю полка
- Чернаткина Александра Ефимовна. От Кавказа до Берлина. — М., 2004.